# سردنه‌بازانوو
سردنه‌بازانوو (انگلیسی: Srednebazanovo) یک شهرک در شهرستان بیرسکی باشقیرستان کشور روسیه است.